# Ieri & Oggi Mix Vol. 2
Ieri & Oggi Mix Vol. 2 è un album di Gigi D'Agostino, seguito del precedente CD Ieri & Oggi Mix Vol. 1 dello stesso artista.

## Tracce
1. Tempo felice (Gigi D'Agostino)
2. Like A Prayer (Gigi D'Agostino)
3. Comportamento del movimento (Gigi D'Agostino)
4. World, Hold On (Children Of The Sky) (Bob Sinclar Feat. Steve Edwards)
5. Modem (Note storte)
6. La Passion (dono della sintesi) (Gigi D'Agostino)
7. Mig 29 (Gigi D'Agostino)
8. Pensiero incazzato (Dottor Dag)
9. Barzelletta (solo voce) (Mr Dendo)
10. Abbentenza (Spaghetti Trip) (Gigi D'Agostino)
11. Terza media (Gigi D'Agostino)
12. Fasten Your Seatbelt (Gigi D'Agostino)
13. Posto di lavoro (Dottor Dag)
14. Cicaletta (Dottor Dag)
15. Bisogna lavorare (dopo lavoro mix) (Gigi D'Agostino)
16. Elisir (cassa basso mix) (Gigi D'Agostino)
17. Giochezza (Dottor Dag)
18. Make It Work (Gigi D'Agostino)
19. La batteria della mente (Gigi D'Agostino)
20. Parole, Parole (Double S Vs 2 Daniels)
21. Si aspetta (Dottor Dag)
22. Nuclear Sun (Gigi D'Agostino)
23. I Fiurilli (Gigi D'Agostino)
24. Those Were The Days (Gigi D'Agostino)
25. A Forest (Gigi D'Agostino)
26. Ritardo (Dottor Dag)
27. Favola fantastica (Gigi D'Agostino)
28. E mi manchi tanto (Gigi D'Agostino)
29. Spero che sia vero (improvvisando mix) (Gigi D'Agostino)